# Libis Arenas
Pour les articles homonymes, voir Arenas.
Libis Arenas, né le 12 mai 1987 à Istmina (Colombie) est un footballeur colombien, qui évolue au poste de gardien de but à l'América Cali. Au cours de sa carrière il évolue à l'Envigado, à la SS Lazio, à Mérida UD, au Central Español, au Club Sportivo Luqueño, au Deportivo Pereira, à Peñarol, au Patriotas Boyacá et à Villa Teresa ainsi qu'en équipe de Colombie.
Arenas ne marque aucun but lors de ses trois sélections avec l'équipe de Colombie depuis 2005. Il participe à la Copa América en 2004 et 2007 et à la Gold Cup en 2005 avec la Colombie.

## Biographie
Remarqué lors du championnat d'Amérique du sud des moins de 20 ans, qu'il remporte en 2005 avec l'équipe de Colombie, il est repéré par la Lazio de Rome, qui le recrute, mais ne peut pas le faire jouer à la suite de problèmes administratifs : il est donc prêté de nouveau à son club d'origine, avant de signer à l'été 2007 pour le club espagnol de Mérida, qui pour des raisons similaires doit immédiatement le prêter au club uruguayen Central Español.
Arenas signe à l'été 2008 pour le Sportivo Luqueño, au Paraguay. Après un bref retour en Colombie, où il joue pendant un semestre avec le Deportivo Pereira, il retourne en Uruguay, cette fois pour jouer dans le prestigieux club de Peñarol, avec lequel il remporte le titre national en 2010, sans toutefois jouer comme titulaire.
Il signe début 2011 pour le Patriotas F.C. (en), de Tunja, en deuxième division colombienne.

## Carrière
- 2004-2007 : Envigado
- 2006-2007 : SS Lazio
- 2007 : Mérida UD
- 2007-2008 : Central Español
- 2008-2009 : Club Sportivo Luqueño
- 2009-2010 : Deportivo Pereira
- 2010-2011 : Peñarol
- 2011 : Patriotas Boyacá
- 2011-2012 : Villa Teresa
- 2012 : América Cali  [3]

## Palmarès

### En équipe nationale
- 3 sélections et 0 but avec l'équipe de Colombie depuis 2005.
- Champion d'amérique du sud (équipes des -20 ans).

### Avec Peñarol
- Vainqueur du Championnat d'Uruguay de football en 2010.

### Avec l'América Cali
- Vainqueur du Championnat de Colombie de football D2 en 2012 (Ouverture).